# Hans Paetz gen. Schieck
Hans Georg Paetz gen. Schieck (* 14. Dezember 1938 in Coburg; † 28. Mai 2021 in Köln) war ein deutscher Kernphysiker und Hochschullehrer.

## Leben
Hans Paetz gen. Schieck verbrachte seine ersten Lebensjahre in Norwegen, wo sein Vater Helmut Paetz gen. Schieck Pfarrer der Deutschen Evangelischen Kirchengemeinde in Oslo war. Nach dem Abitur 1956 an der Urspringschule, Schelklingen nahm er ein Studium der Physik an der TH Stuttgart auf. Von 1957 bis 1959 diente er bei der Bundeswehr und setzte danach sein Studium in Hamburg und Basel fort.
In Basel promovierte er 1966 mit einer Arbeit über die D(d,n)3He-Reaktion bei 460 keV mit polarisierten Deuteronen. Ein Forschungsaufenthalt brachte ihn 1968 in die USA an die Ohio State University in Columbus, Ohio, wo er 1970 Visiting Professor wurde. Ab 1971 durchlief er eine akademische Laufbahn an der Universität Köln, wo er sich 1972 mit mehreren bis dahin publizierten Arbeiten zum Thema Polarisation in der Niederenergie-Kernphysik, einem Habilitationskolloquium über Röntgen-Spurenanalyse, speziell mit Schwerionen und einer Antrittsvorlesung über Solare Neutrinos habilitierte. 1980 wurde er zum außerplanmäßigen Professor und 1983 zum Universitätsprofessor auf Lebenszeit ernannt. Er trat 2004 in den Ruhestand und verfasste mehrere Fachbücher u. a. über die Spinphysik, Kernreaktionen und deren historische Schlüsselexperimente.

## Schriften (Auswahl)
Fachbücher
- Hans Paetz Gen. Schieck: Nuclear Physics with Polarized Particles (= Lecture Notes in Physics. Band 842). Springer Berlin Heidelberg, Berlin, Heidelberg 2012, ISBN 978-3-642-24225-0, doi:10.1007/978-3-642-24226-7 (englisch).
- Hans Paetz gen. Schieck: Nuclear Reactions: An Introduction (= Lecture Notes in Physics. Band 882). Springer Berlin Heidelberg, Berlin, Heidelberg 2014, ISBN 978-3-642-53985-5, doi:10.1007/978-3-642-53986-2 (englisch).

### Sachbücher
- Hans Paetz gen. Schieck: Atome, Kerne, Quarks – Alles begann mit Rutherford (= essentials). Springer Fachmedien Wiesbaden, Wiesbaden 2019, ISBN 978-3-658-24810-9, doi:10.1007/978-3-658-24811-6.